# Biệt ngữ Chinook
Biệt ngữ Chinook (Chinuk Wawa hoặc Chinook Wawa, còn được gọi đơn giản là Chinook) là ngôn ngữ bắt nguồn từ pidgin nghề nghiệp của Tây Bắc Hoa Kỳ ven biển Thái Bình Dương, đôi khi có đặc điểm của một ngôn ngữ creole. Ngôn ngữ này được lan truyền vào thế kỷ XIX từ hạ lưu sông Columbia, đến các khu vực khác ở Oregon và Washington ngày nay, sau đó là British Columbia và một số vùng của Alaska, Bắc California, Idaho và Montana. Tránh nhầm lẫn với tiếng Chinook.
Phản ánh nguồn gốc trong các giao dịch thương mại ban đầu, biệt ngữ Chinook có 15% từ vựng là tiếng Pháp. Ngôn ngữ cũng vay mượn các từ tiếng Anh và các hệ thống ngôn ngữ khác. Toàn bộ hình thức viết là tốc ký Duployé, do linh mục người Pháp Émile Duployé tạo ra.

### Trang lưu trữ
- Thomas Wickham Prosch papers. 1775–1915. 1 linear foot (3 boxes). Includes dictionary of Chinook jargon. At the University of Washington Libraries, Special Collections.

### Sách điện tử miễn phí
- Boas, Franz (1910). Chinook: An Illustrative Sketch. US Government Printing Office. Truy cập ngày 25 tháng 8 năm 2012.
- Boas, Franz (1894). Chinook texts. US Government Printing Office. Truy cập ngày 25 tháng 8 năm 2012.
- Hale, Horatio (1890). An International Idiom: A Manual of the Oregon Trade Language or "Chinook Jargon". London: Whittaker & Co.
- Phillips, Walter Shelley (1913). The Chinook Book: A Descriptive Analysis of the Chinook Jargon in Plain Words, Giving Instructions for Pronunciation, Construction, Expression and Proper Speaking of Chinook with All the Various Shaded Meanings of the Words. R. L. Davis Printing Company. Truy cập ngày 25 tháng 8 năm 2012.
- Tate, Charles Montgomery (tháng 3 năm 1889). Chinook as spoken by the Indians of Washington Territory, British Columbia and Alaska for the use of traders, tourists and others who have business intercourse with the Indians: Chinook-English, English-Chinook. Victoria, British Columbia: M. W. Waitt.
- Pilling, James Constantine (1893). Bibliography of the Chinookan Languages (Including the Chinook Jargon). Bureau of American Ethnology, Smithsonian Institution / US Government Printing Office. Truy cập ngày 25 tháng 8 năm 2012.

### Từ điển trực tuyến
- Directory to on-line Jargon dictionaries Lưu trữ ngày 31 tháng 5 năm 2022 tại Wayback Machine
- Abridged Chinook Dictionary
- Chinook Jargon history, dictionary and phrasebook—includes annotated version of Shaw's dictionary, augmented by content from other word lists.
- Gibbs, George (1863). A Dictionary of the Chinook Jargon: Or, the Trade Language of Oregon. Cramoisy Press. Truy cập ngày 25 tháng 8 năm 2012.
- Gill's Dictionary of the Chinook Jargon: With examples of use in conversation and notes upon tribes and tongues. J. K. Gill Company. 1909. Truy cập ngày 25 tháng 8 năm 2012.
- Hale, Horatio (1890). An International Idiom: A manual of the Oregon trade language, or "Chinock jargon". Whittaker & Co. Truy cập ngày 25 tháng 8 năm 2012.
- Shaw, George Coombs (1909). The Chinook Jargon and How to Use It: A complete and exhaustive lexicon of the oldest trade language of the American continent. Rainier Printing Company. Truy cập ngày 25 tháng 8 năm 2012.

### Bài báo
- Tenas Wawa—Archive of early 1990s newsletter about Chinook Jargon, also includes audio of a song in the Jargon.
- Can We Still Speak Chinook? from B.C.'s The Tyee, January 2006
- "Status Report: Chinuk Wawa Language Nights in Portland". The Where Are Your Keys? LLC blog. ngày 23 tháng 11 năm 2011. Bản gốc lưu trữ ngày 6 tháng 7 năm 2012. Truy cập ngày 2 tháng 8 năm 2012.

### Liên kết khác
- First People's Language Map: Chinuk Wawa
- First People's Language Map: Chinuk Wawa Resources Resources